# Augusta de Saxe-Meiningen
Augusta Luísa Adelaide Carolina Ida de Saxe-Meiningen (6 de agosto de 1843 – 11 de novembro de 1919) foi a filha de Bernardo II, Duque de Saxe-Meiningen e da sua esposa, a princesa Maria Frederica de Hesse-Cassel. Foi a mãe do duque Ernesto II de Saxe-Altemburgo.

## Família e primeiros anos
Augusta era a única filha do duque e da duquesa de Saxe-Meiningen. O seu único irmão era o futuro duque Jorge II de Saxe-Meiningen que era dezassete anos mais velho.
Os seus avós paternos eram o duque Jorge I de Saxe-Meiningen e a princesa Luísa Leonor de Hohenlohe-Langenburg. Os seus avós maternos eram o eleitor Guilherme II de Hesse e a princesa Augusta da Prússia, filha do rei Frederico Guilherme II da Prússia.
Tal como o seu irmão, Augusta nasceu em Meiningen. Apesar da grande diferença de idades, os dois tinham uma boa relação. Jorge era um grande amante do teatro e, 1856, escreveu aos pais, dizendo-lhes como estava feliz por a sua irmã ter tido autorização para ir ao teatro e que a sua mãe devia ser mais tolerante do que tinha sido quando ele era mais novo, quando a duquesa tinha dito que nenhuma criança abaixo dos treze anos deveria ter permissão para ir ao teatro.

## Casamento e descendência
No dia 15 de outubro de 1862, Augusta casou-se com o príncipe Maurício de Saxe-Altemburgo em Meiningen. O príncipe era catorze anos mais velho do que ela e filho do duque Jorge de Saxe-Altemburgo e da duquesa Maria Luísa de Mecklemburgo-Schwerin. Tiveram cinco filhos:
1. Maria Ana de Saxe-Altemburgo (14 de Março de 1864 - 3 de Maio de 1918), casada com o príncipe Jorge de Schaumburg-Lippe; com descendência.
2. Isabel Augusta de Saxe-Altemburgo (25 de Janeiro de 1865 - 24 de Março de 1927), casada com o grão-duque Constantino Constantinovich da Rússia, adoptou o nome Isabel Mavrikievna depois de se converter à Igreja Ortodoxa; com descendência.
3. Margarida de Saxe-Altemburgo (22 de Maio de 1867 - 17 de Junho de 1882), morreu aos 15 anos de idade; sem descendência.
4. Ernesto II de Saxe-Altemburgo (31 de Agosto de 1871 - 22 de Março de 1955), casado com a princesa Adelaide de Schaumburg-Lippe; com descendência.
5. Luísa Carlota de Saxe-Altemburgo (11 de Agosto de 1873 - 14 de Abril de 1953), casada com o duque Eduardo de Anhalt; divorciaram-se em 1918, pouco antes da morte deste; com descendência.

## Genealogia
| Augusta de Saxe-Meiningen' | Pai: Bernardo II, Duque de Saxe-Meiningen | Avô paterno: Jorge I, Duque de Saxe-Meiningen     | Bisavô paterno: António Ulrico, Duque de Saxe-Meiningen             |
| Augusta de Saxe-Meiningen' | Pai: Bernardo II, Duque de Saxe-Meiningen | Avô paterno: Jorge I, Duque de Saxe-Meiningen     | Bisavó paterna: Carlota Amália de Hesse-Philippsthal                |
| Augusta de Saxe-Meiningen' | Pai: Bernardo II, Duque de Saxe-Meiningen | Avó paterna: Luísa Leonor de Hohenlohe-Langenburg | Bisavô paterno: Cristiano Alberto, Príncipe de Hohenlohe-Langenburg |
| Augusta de Saxe-Meiningen' | Pai: Bernardo II, Duque de Saxe-Meiningen | Avó paterna: Luísa Leonor de Hohenlohe-Langenburg | Bisavó paterna: Carolina de Stolberg-Gedern                         |
| Augusta de Saxe-Meiningen' | Mãe: Maria Frederica de Hesse-Cassel      | Avô materno: Guilherme II, Eleitor de Hesse       | Bisavô materno: Guilherme I, Eleitor de Hesse                       |
| Augusta de Saxe-Meiningen' | Mãe: Maria Frederica de Hesse-Cassel      | Avô materno: Guilherme II, Eleitor de Hesse       | Bisavó materna: Guilhermina Carolina da Dinamarca                   |
| Augusta de Saxe-Meiningen' | Mãe: Maria Frederica de Hesse-Cassel      | Avó materna: Augusta da Prússia                   | Bisavô materno: Frederico Guilherme II da Prússia                   |
| Augusta de Saxe-Meiningen' | Mãe: Maria Frederica de Hesse-Cassel      | Avó materna: Augusta da Prússia                   | Bisavó materna: Frederica Luísa de Hesse-Darmstadt                  |